# Posidonia sinuosa
Posidonia sinuosa är en enhjärtbladig växtart som beskrevs av Cambridge och J.Kuo. Posidonia sinuosa ingår i släktet Posidonia och familjen Posidoniaceae. IUCN kategoriserar arten globalt som sårbar. Inga underarter finns listade.